# 三木鶏郎グループ
三木鶏郎グループ（みきとりろう-、1946年 - 1951年）は、かつて存在した日本のコーラスグループ、楽団付劇団である。三木鶏郎、河井坊茶を中心に結成された。

## 略歴・概要
1946年（昭和21年）1月29日、三木鶏郎（当時本名の繁田裕司）が、NHKラジオ（現在のNHKラジオ第1放送）の新番組『歌の新聞』第1回放送に出演するにあたって、朝川賞郎、秋元喜雄（河井坊茶）とともに、「コメディアン・ハーモニスト」名義で出演したのがさいしょのきっかけで、2週後の同年2月10日、第3回『歌の新聞』から、三木が「三木鶏郎」と名乗り、三木・朝川・秋元（河井）は、「ミッキートリオ」名義でレギュラー出演することになる。
同トリオに、神田千鶴子、三木鮎郎、同年4月にジョージ川口、小野満、鈴木章治らジャズミュージシャンで結成する「三木鶏郎楽団」を加えて「三木鶏郎グループ」となった。同年6月6日、同グループに三木のり平が加入した。同年10月には、丹下キヨ子、千葉信男、小野田勇らが「三木鶏郎グループ」に加わっている。
1947年（昭和27年）10月5日、NHKラジオの番組『日曜娯楽版』が放送開始され、2週目の同月12日から、「三木鶏郎グループ」は出演を開始する。翌1948年（昭和23年）2月1日、「三木鶏郎グループ」が池袋文化劇場を経営を開始、旭輝子、有島一郎らが加入している。同年3月1日、楽器が焼失し、「三木鶏郎楽団」が解散した。
1950年（昭和25年）、新宿ムーランルージュ出身の小崎政房らが、吉本興業資本の東京の映画会社太泉映画（現在の東映の前身のひとつ）で製作した映画『なやまし五人男』と『オオ!! 細君三日天下』、大映京都撮影所が製作した『狸銀座を歩く』に「三木鶏郎グループ」が出演した。同年春、三木のり平が脱退する。
1951年（昭和26年）8月31日、三越名人会に出演後に、「三木鶏郎グループ」は解散した。

## おもなテアトログラフィ
- 『笑う東京』、日本劇場、1946年6月6日
- 『三木鶏郎ショウ』、飛行館劇場、1946年10月15日 - 1947年9月
- 『毒殺魔脱獄す』、浅草国際劇場、1948年11月26日
- 『毒殺魔脱獄す』、松竹大阪劇場、1948年12月13日
- 『冗談カルメン』、浅草国際劇場、1949年3月18日
- 『冗談カルメン』、大阪梅田劇場、1949年4月
- 『冗談大騒動＝カンカン帽子』、日本劇場、1949年6月20日 （以後、地方巡演）
- 三越名人会、三越劇場、1951年8月31日

## フィルモグラフィ
出演
- 『結婚狂時代』、脚本斎藤良輔、監督佐々木康、松竹、1949年
- 『なやまし五人男』、原作阿木翁助、脚本小崎政房、監督小杉勇、太泉映画 / 東京映画配給、1950年1月10日
- 『オオ!! 細君三日天下』、原作中野実、脚本小崎政房、監督大谷俊夫、太泉映画 / 東京映画配給、1950年4月2日
- 『狸銀座を歩く』、原作八尋不二、脚本民門敏雄、監督加戸敏、大映京都撮影所、1950年4月23日

## ラジオ出演
- 『歌の新聞』、NHKラジオ、1946年1月29日 - 8月4日
- 『日曜娯楽版』、NHKラジオ、1947年10月12日 - 1952年8月 （解散）

## 関連事項
- 三木鶏郎文芸部
- トリローグループ
- 日曜娯楽版

## 註
1. 1 2 3 4 5 6 7 8 9 10 11  三木鶏郎公式サイト「三木鶏郎資料館」内の「三木鶏郎史」の項の記述を参照。